# Cantó de Sant Amans

El cantó de Sant Amans és un cantó francès del departament del Losera, a la regió d'Occitània. Està enquadrat al districte de Mende, té 10 municipis i el cap cantonal és Sant Amans.

## Municipis
- Estaples
- La Cham
- Las Làubias
- Ribennas
- Rieutòrt de Randon
- Sant Amans
- Sent Daunís de Marjarida
- Sent Gal
- Cervièiras
- La Vialadiu